# ایتونز نک (نیویورک)
ایتونز نک (به انگلیسی: Eatons Neck) یک منطقهٔ مسکونی در ایالات متحده آمریکا است که در شهرستان سافک، نیویورک واقع شده‌است. ایتونز نک ۲٫۶ کیلومتر مربع مساحت و ۱٬۴۰۶ نفر جمعیت دارد و ۵ متر بالاتر از سطح دریا واقع شده‌است.